# Ono Yuya
Ono Yuya (sinh ngày 17 tháng 8 năm 1996) là một cầu thủ bóng đá người Nhật Bản.

## Sự nghiệp câu lạc bộ
Ono Yuya hiện đang chơi cho Matsumoto Yamaga FC.